# Barraca XXXIII (Aiguamúrcia)
La Barraca XXXIII és una obra d'Aiguamúrcia (Alt Camp) inclosa a l'Inventari del Patrimoni Arquitectònic de Catalunya.

## Descripció
És un curiós aixopluc obrat en un cap de marge. Disposa d'una porta per tancar el seu accés. Les seves dimensions interiors són de 3'80m de fondària per 1'27m d'amplada i una alçada de 1'60m. La construcció està coberta amb una falsa cúpula que clou amb diverses lloses (5 lloses). La diferència entre l'ample de la façana 3'50m, i la seva amplada interior és de 2'23m que repartits entre les dues parets laterals ens dona un gruix d'11 metres per paret.
Això permet establir que la falsa cúpula ha estat construïda igual que a les grans barraques a l'interior del marge i no aprofitant les seves parets.
Damunt del portal les lloses que marguen la cornisa formen un ràfec. En el seu costat esquerre la paret del marge s'allarga formant un breu paravents. Al peu del portal hi ha un pedrís per a evitar l'entrada d'aigua.
El fons interior de l'aixopluc de l'aixopluc adopta una certa forma absidal en anar prenent a baixa alçada les voltes de la coberta que és fortament ovalada.